# Balog Ádám-szikla
Pour les articles homonymes, voir Balog.
Le Balog Ádám-szikla (en français : « rocher Ádám Balog ») est un rocher dolomitique situé dans le 2e arrondissement de Budapest. Il domine la vallée de l'Ördög-árok et le quartier de Lipótmező dans sa partie nord-est.